# Регламент про торговельні марки
Регла́мент про торгове́льні марки́ (Регламент (ЄС) № 2017/1001) — кодифікований нормативно-правовий акт Європейського Союзу від 2017 року, який регулює законодавство Європейського Союзу про торговельні марки в цілому. Його не слід плутати з директивою про торговельні марки, яка регулює законодавство про торговельні марки в окремих держав-членів.
Регламент про торговельні марки регулює багато аспектів, пов'язаних з реєстрацією, охороною та захистом торговельних марок Європейського Союзу. Наприклад, він містить положення щодо вимог до реєстрації торговельної марки Європейського Союзу та обсягу захисту реєстрацій. Крім того, регламент регулює процедури та витрати, пов'язані із оскарженням та анулюванням реєстрації.
Цей регламент разом із Європейською директивою про торговельні марки є частиною Пакету законів про торговельні марки, збірки європейських законів, які оновили законодавство про торговельні марки в ЄС. Пакет торговельних марок був запропонований Європейською комісією 23 березня 2016 року та набув чинности 14 січня 2019 року.